# Xiuladora de les Palau
La xiuladora de les Palau (Pachycephala tenebrosa) és un ocell de la família dels paquicefàlids (Pachycephalidae).

## Hàbitat i distribució
Habita els boscos de les illes Palau, a les Carolines.